# ハルによろしく
『ハルによろしく』は、日本のロックバンド・オレンジスパイニクラブのメジャー6作目の配信シングルである。

## 概要
- 前作「レイジーモーニング」から約1ヶ月ぶりのシングル。
- 同バンドとしては初となるプロデューサーにトオミヨウを迎えて制作された[1][2]。
- 3月23日にリリースが発表され、ジャケット写真も公開した[1][2]。
- リリースに先んじて、3月30日にJ-WAVE「SONAR MUSIC」内のコーナー「SONAR’S ROOM」にてラジオ初オンエア[1][2]。
- 5月9日にミュージック・ビデオを公開。監督は「理由」以来2作目となる室谷惠。『The ドーテーズ』時代からライブをしてきたライブハウスや、メンバーの地元の北茨城で撮影された[3]。

## 収録曲
1. ハルによろしく [3:51]
作詞・作曲：スズキユウスケ
編曲：トオミヨウ
  - 出会いと別れに明るい希望を持たせる春の季節ソング[1][2]。